# Ngerulmud

Tòa nhà thủ đô Ngerulmud

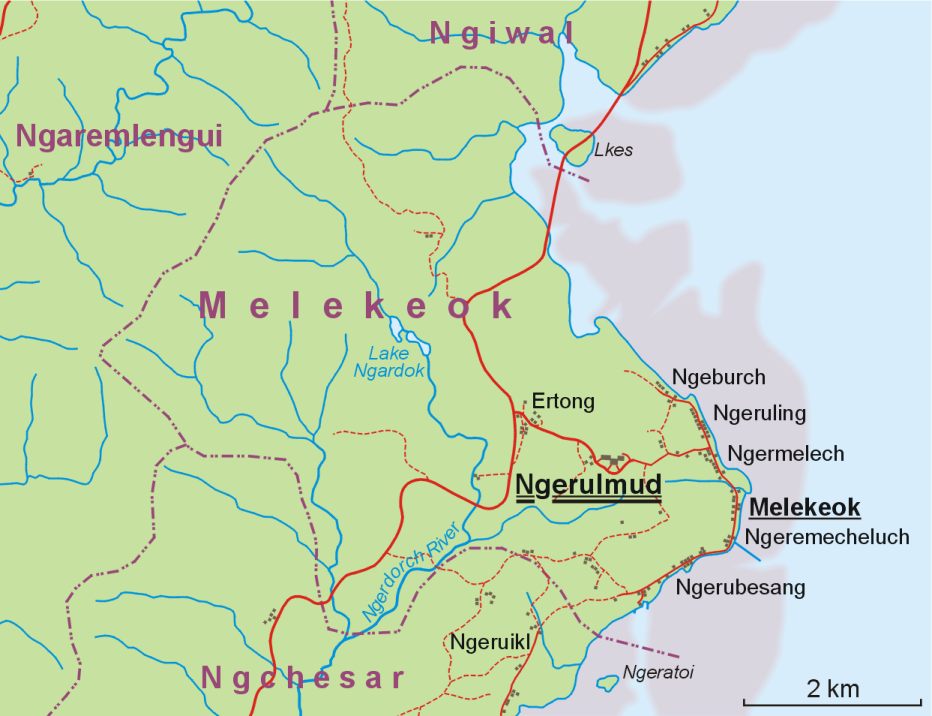
Vị trí Ngerulmud tại Bang Melekeok

Ngerulmud, thuộc bang Melekeok, nằm trên đảo Babeldaob,hòn đảo lớn nhất Palau,là thủ đô của quốc gia này. Nó có dân số nhỏ nhất của bất cứ thủ đô của một nước có chủ quyền nào. Ngày 07 tháng 10 năm 2006, các quan chức chính phủ chuyển văn phòng của họ tại thủ đô cũ Koror về Ngerulmud. Ngerulmud nằm cách Koror 20 km (20 dặm) về phía đông bắc và cách thị trấn Melekeok 2 km (1 dặm) về phía tây bắc